# Забродзе (Лодзинське воєводство)
Забродзе (пол. Zabrodzie) — село в Польщі, у гміні Ґідле Радомщанського повіту Лодзинського воєводства.
Населення — 88 осіб (2011).
У 1975-1998 роках село належало до Ченстоховського воєводства.

## Демографія
Демографічна структура станом на 31 березня 2011 року:
|          | Загалом | Допрацездатний вік | Працездатний вік | Постпрацездатний вік |
| -------- | ------- | ------------------ | ---------------- | -------------------- |
| Чоловіки | 45      | 9                  | 32               | 4                    |
| Жінки    | 43      | 9                  | 20               | 14                   |
| Разом    | 88      | 18                 | 52               | 18                   |